# Нікітовка (Земетчинський район)
Нікі́товка (рос. Никитовка) — селище у складі Земетчинського району Пензенської області, Росія.
Населення — 14 осіб (2010; 42 у 2002).
Національний склад станом на 2002 рік:
- росіяни — 95 %